# Collège électoral (Pakistan)
Pour les articles homonymes, voir Collège électoral.
Le président de la république islamique du Pakistan est élu par un collège électoral, au Pakistan. Conformément à l'article 41(3) de la Constitution du Pakistan, ce collège électoral se compose du Sénat, de l'Assemblée nationale, et des Assemblées provinciales des quatre provinces. Les membres de l'Assemblée nationale et des Assemblées provinciales sont élus directement par le peuple dans des élections multipartites compétitives. Les membres du Sénat sont élus au suffrage indirect par les assemblées provinciales.

## Fonctionnement
Le Président de la république islamique du Pakistan est élu au scrutin indirect secret uninominal majoritaire à un tour par un collège électoral composé des membres des deux chambres du parlement fédéral — l'Assemblée nationale et le Sénat — et de ceux des 4 assemblées provinciales. La durée de son mandat est de cinq ans, renouvelable une seule fois de manière consécutive. En tant que Chef de l’État, son rôle est essentiellement représentatif, l'essentiel du pouvoir exécutif étant détenu par le Premier ministre,.
Le collège électoral pakistanais est composé de 1 185 grands électeurs, mais l'élection fonctionne via un système de vote pondéré au sein duquel tous les votes n'ont pas le même « poids » en voix. Si les 336 membres de l'Assemblée nationale et les 100 membres du Sénat disposent chacun d'un vote équivalant à une voix, ce n'est en effet pas le cas des membres des assemblées provinciales du Pendjab, du Khyber Pakhtunkhwa, du Sind et du Baloutchistan. Ces dernières sont en effet composées respectivement de 371, 145, 168 et 65 membres, en raison de leurs différences démographiques. Or, la constitution de 1973 impose que chacune des provinces dispose d'une part égale au sein du collège électoral. L'assemblée du Baloutchistan étant la plus petite des quatre, les votes des membres des trois autres se voient attribués un poids en voix plus faible, de manière que leur total soit pour toutes les quatre identique,.
| Assemblée           | Membres | Poids en voix de chaque vote | Total en voix |
| ------------------- | ------- | ---------------------------- | ------------- |
| Assemblée nationale | 336     | 1                            | 336           |
| Sénat               | 100     | 1                            | 100           |
| Baloutchistan       | 65      | 1                            | 65            |
| Khyber Pakhtunkhwa  | 145     | 0,448                        | 65            |
| Sind                | 168     | 0,387                        | 65            |
| Pendjab             | 371     | 0,175                        | 65            |
|                     |         |                              |               |
| Total               | 1 185   | –                            | 696           |